# Свиренко, Дмитрий Онисифорович
Дми́трий Онисифо́рович Свире́нко (укр. Дмитро Онисифорович Свиренко, 1888—1944) — советский альголог и гидробиолог. Член-корреспондент АН УССР.

## Биография
Родился Дмитрий Свиренко 24 октября (5 ноября) 1888 года в селе Мерчик (ныне — железнодорожная станция у посёлка Привокзальное) Харьковской губернии. В 1908 году поступил в Харьковский университет, в 1912 году выпустился с кафедры морфологии и систематики растений, возглавляемой профессором В. М. Арнольди. В дипломной работе, отмеченной золотой медалью, рассматривал разножгутиковые водоросли окрестностей Харькова.
В 1922 году был опубликован трёхтомный труд Д. О. Свиренко «Микрофлора стоячих водоёмов», послуживший основанием для присвоения Одесским университетом учёному степени доктора биологических наук.
С 1920 по 1923 год Дмитрий Онисифорович преподавал в Екатеринославском университете, с 1921 года заведовал кафедрой ботаники. Затем, до 1927 года, Д. О. Свиренко был заведующим кафедрой ботаники в Одесском институте народного образования и директором Ботанического сада, после чего вновь в Днепропетровске.
В 1925—1926 годах организовал ряд экспедиций на нижнее течение Южного Буга.
В 1928 году Дмитрий Онисифорович был назначен директором организованной годом ранее Днепропетровской гидробиологической станции. С 1934 года Д. О. Свиренко — член-корреспондент АН Украины. В 1938 году начала выходить пятитомная монография «Дніпровське водосховище», пятый том которой целиком посвящён альгофлоре Днепра до затопления и после образования водохранилища.
В 1941 году, уже тяжело болевший, Дмитрий Онисифорович переехал в Оренбург, продолжив заниматься исследовательской и преподавательской деятельностью в Оренбургском педагогическом институте, изучал гидробиологию реки Урал.
26 октября 1944 года Д. О. Свиренко скончался.

## Некоторые научные работы
- Свиренко Д. О. Микрофлора стоячих водоёмов. — Харьков, 1922. — 201 + 49 с.

## Некоторые организмы, названные в честь Д. О. Свиренко
- Phacus pleuronectes var. svirenkoana Skvortzov, 1925
- Trachelomonas svirenkoi Skvortzov, 1925